# Liste der Biografien/Foe
Liste der Biografien |
Portal Biografien |
Personensuche
# |
A |
B |
C |
D |
E |
F |
G |
H |
I |
J |
K |
L |
M |
N |
O |
P |
Q |
R |
S |
T |
U |
V |
W |
X |
Y |
Z |
?
 
Fa |
Fe |
Ff |
Fh |
Fi |
Fj |
Fk |
Fl |
Fm |
Fn |
Fo |
Fr |
Ft |
Fu |
Fy
 
Foa |
Fob |
Foc |
Fod |
Foe |
Fof |
Fog |
Foh |
Foi |
Foj |
Fok |
Fol |
Fom |
Fon |
Foo |
Fop |
For |
Fos |
Fot |
Fou |
Fov |
Fow |
Fox |
Foy |
Foz
Die Liste der Biografien führt alle Personen auf, die in der deutschsprachigen Wikipedia einen Artikel haben. Dieses ist eine Teilliste mit 100 Einträgen von Personen, deren Namen mit den Buchstaben „Foe“ beginnt.

## Foe
- Foé (* 1997), französischer Sänger
- Foé, Marc-Vivien (1975–2003), kamerunischer Fußballspieler

### Foed
- Foedrowitz, Michael (* 1953), deutscher Historiker, Journalist und wissenschaftlicher Publizist

### Foeg
- Foege, Luis (* 2001), deutscher Handballspieler
- Foegele, Warren (* 1996), kanadischer Eishockeyspieler

### Foeh
- Foehl, Arthur († 1948), Zoologe und Wildtier-Sammler
- Foehr, Adolf (1880–1943), deutsch-böhmischer Architekt
- Foehr, Karl Friedrich (1860–1930), deutscher Hochschuldirektor
- Foehr, Karl von der (1863–1924), sächsischer Generalmajor
- Foehse, Ludwig (1849–1898), deutscher Jugendschriftsteller

### Foel
- Foelckersam, André (1903–1962), deutsch-baltischer Schriftsteller
- Foelix, David (* 1999), Schweizer Unihockeyspieler
- Foelix, Heinrich (1732–1803), kurtrierischer Hofmaler in Ehrenbreitstein bei Koblenz
- Foelix, Rainer (* 1943), deutscher Spinnenforscher, Biologe und Mikroskopiker
- Foelkel, Bernhard (* 1953), deutscher Ruderer
- Foelker, Otto G. (1875–1943), US-amerikanischer Politiker
- Foell, Jens, Neuropsychologe, Redakteur und Autor
- Foelske, Walter (1934–2015), deutscher Schriftsteller

### Foen
- Foenkinos, David (* 1974), französischer Schriftsteller, Drehbuchautor und Regisseur

### Foer
- Foer, Esther Safran (* 1946), US-amerikanische Autorin
- Foer, Jonathan Safran (* 1977), US-amerikanischer SchriftstellerJonathan Safran Foer (* 1977)

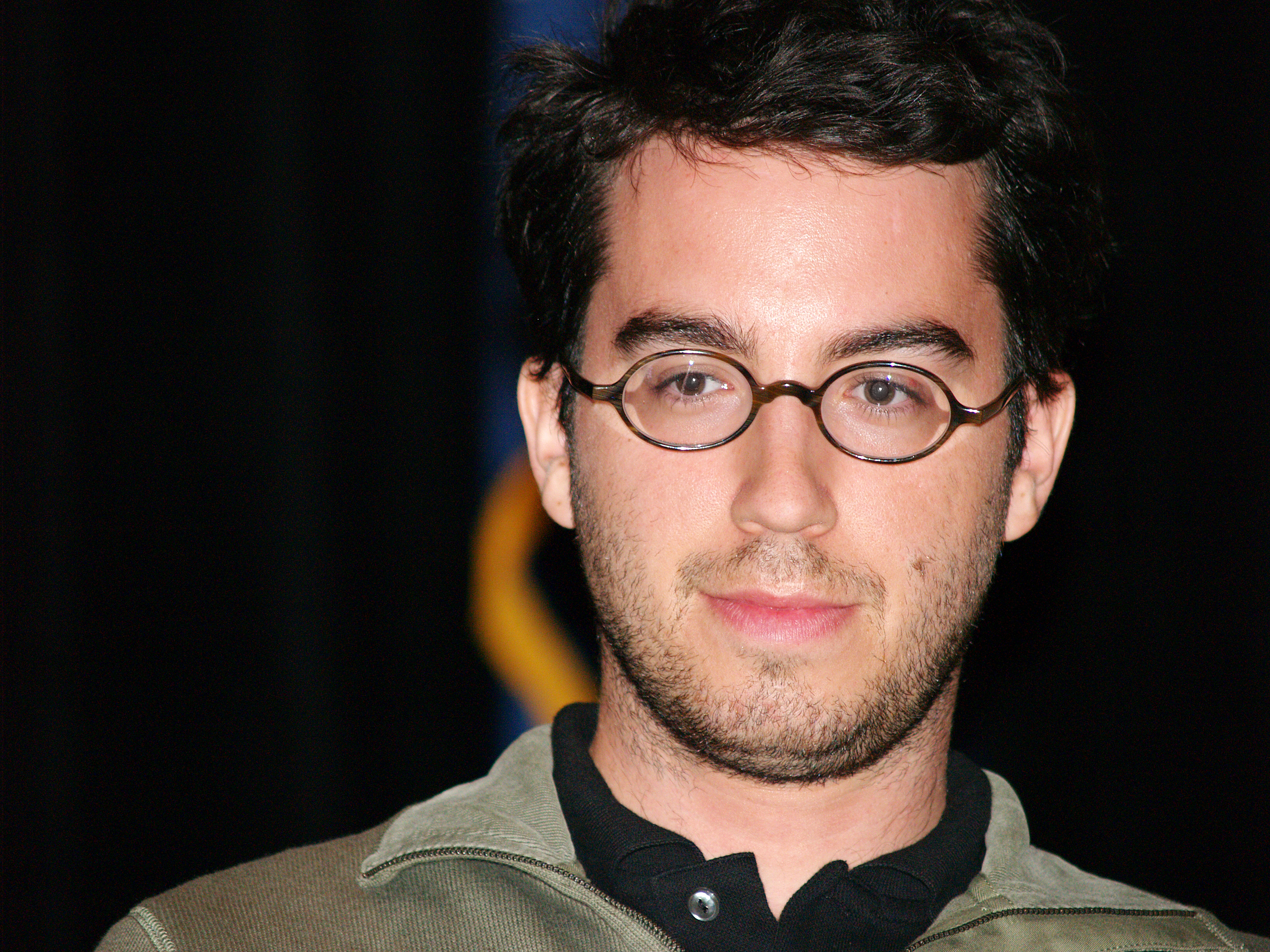
Jonathan Safran Foer (* 1977)

- Foerder, Isabelle (* 1979), deutsche Leichtathletin
- Foerder, Yeshayahu (1901–1970), israelischer Politiker (Miflaga Progresivit), Bankier
- Foerderer, Oswald (1911–1985), deutscher Schauspieler und Hörspielsprecher
- Foerderer, Robert H. (1860–1903), US-amerikanischer Politiker
- Foerst, Anne (* 1966), Theologin und Computerwissenschaftlerin
- Foerst, Reiner (1933–2009), deutscher Unternehmer
- Foerste, August Frederick (1862–1936), US-amerikanischer Paläontologe und Geologe
- Foerste, Maxime (* 1991), deutsche Schauspielerin
- Foerste, Ulrich (* 1955), deutscher Jurist und Hochschullehrer
- Foerste, William (1911–1967), deutscher germanistischer Dialektologe, Linguist und Mediävist
- Foerster, Anna (* 1971), deutsche Filmregisseurin und Kamerafrau
- Foerster, Anton (1837–1926), slowenischer Komponist (Romantik)
- Foerster, Arnold (1810–1884), deutscher Botaniker und Entomologe
- Foerster, Carl (1881–1958), deutscher Karambolagespieler
- Foerster, Charles F. (1883–1943), amerikanisch-deutscher Kunsthistoriker und Kunstsammler
- Foerster, Christo (* 1977), deutscher Vortragsredner, Motivationstrainer und Autor mehrerer Sachbücher
- Foerster, Ekkehard (1927–2023), deutscher Botaniker und Naturschützer
- Foerster, Emil (1822–1906), deutsch-amerikanischer Porträt- und Stilllebenmaler der Düsseldorfer Schule
- Foerster, Erich (1865–1945), deutscher reformierter Theologe
- Foerster, Ernst (1876–1955), deutscher Schiffbauingenieur
- Foerster, Ferdinand (1834–1881), deutscher Verwaltungsjurist, Landrat in Preußen
- Foerster, Friedhelm (* 1930), deutscher NDPD-Funktionär, MdV
- Foerster, Friedrich (1894–1970), deutscher Kommunalpolitiker, Oberbürgermeister von Ulm
- Foerster, Friedrich Wilhelm (1847–1922), deutscher Unternehmer
- Foerster, Friedrich Wilhelm (1869–1966), deutscher Philosoph und PazifistFriedrich Wilhelm Foerster (1869–1966)

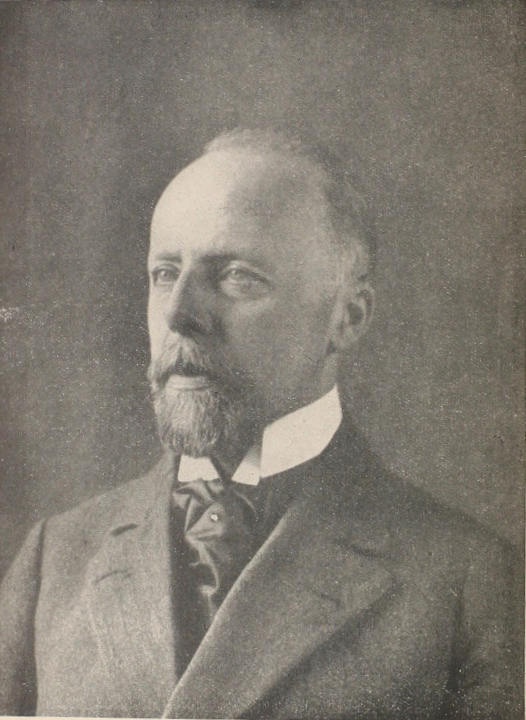
Friedrich Wilhelm Foerster (1869–1966)

- Foerster, Fritz (1866–1931), deutscher Chemiker und Hochschullehrer
- Foerster, Georg (1837–1911), deutscher Beamter und Wirklicher Geheimer Oberregierungsrat
- Foerster, Georg (1844–1916), deutscher Reichsgerichtsrat
- Foerster, Günther von (1864–1938), deutscher Sanitätsoffizier
- Foerster, Hans (1864–1917), deutscher Dendrologe
- Foerster, Hans (1889–1964), deutscher Historiker und Diplomatiker
- Foerster, Heinrich, preußischer Kreisdeputierter, auftragsweise Landrat des Kreises Waldbröl (1829/1830)
- Foerster, Heinrich (1902–1964), deutscher Nationalsozialist
- Foerster, Heinz von (1911–2002), österreichischer Physiker und Kybernetiker
- Foerster, Henning (* 1975), deutscher Politiker (Die Linke)
- Foerster, Joachim (* 1989), deutscher Schauspieler
- Foerster, Johann Christian (1735–1798), deutscher Philosoph, Historiker und Staatswissenschaftler
- Foerster, Josef (1833–1907), böhmischer Komponist
- Foerster, Josef Bohuslav (1859–1951), tschechischer Komponist
- Foerster, Karl (1866–1957), deutscher Ingenieur und Manager der Metallindustrie
- Foerster, Karl (1874–1970), deutscher Gärtner, Staudenzüchter und SchriftstellerKarl Foerster (1874–1970)

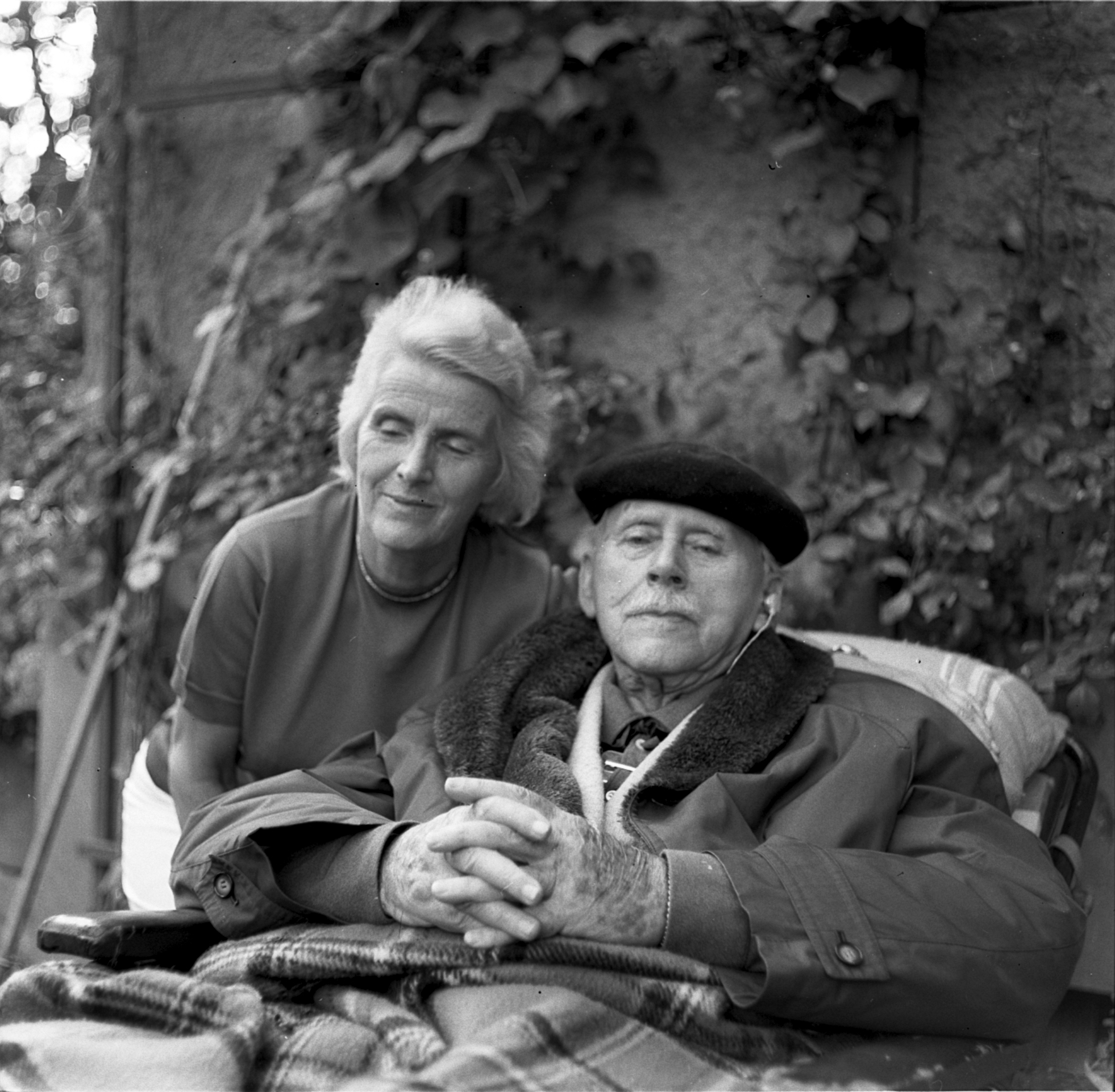
Karl Foerster (1874–1970)

- Foerster, Linda (* 1984), deutsche Theaterschauspielerin
- Foerster, Lothar (1865–1939), deutscher Verwaltungsjurist
- Foerster, Lukas (* 1981), deutscher Filmkritiker und Medienwissenschaftler
- Foerster, Marianne (1931–2010), deutsche Landschaftsarchitektin
- Foerster, Michael (* 1943), deutscher Arzt, Wissenschaftler, Hochschullehrer und Ophthalmologe
- Foerster, Michael (* 1972), deutscher Schauspieler und Produzent
- Foerster, Norbert (* 1960), deutscher Ordensgeistlicher, römisch-katholischer Bischof von Ji-Paraná
- Foerster, Otfrid (1873–1941), deutscher Neurowissenschaftler
- Foerster, Otto, deutscher Architekt und Baumeister
- Foerster, Otto von (1820–1906), preußischer Generalleutnant und Kommandeur der 6. Division
- Foerster, Paul (* 1963), US-amerikanischer Segler
- Foerster, Peter (1887–1948), deutscher Maler und Zeichner
- Foerster, Philippe (* 1954), belgischer Comiczeichner
- Foerster, Richard (1843–1922), deutscher Klassischer Philologe, Archäologe und Kunsthistoriker; Hochschullehrer in Rostock, Kiel und BreslauRichard Foerster (1843–1922)

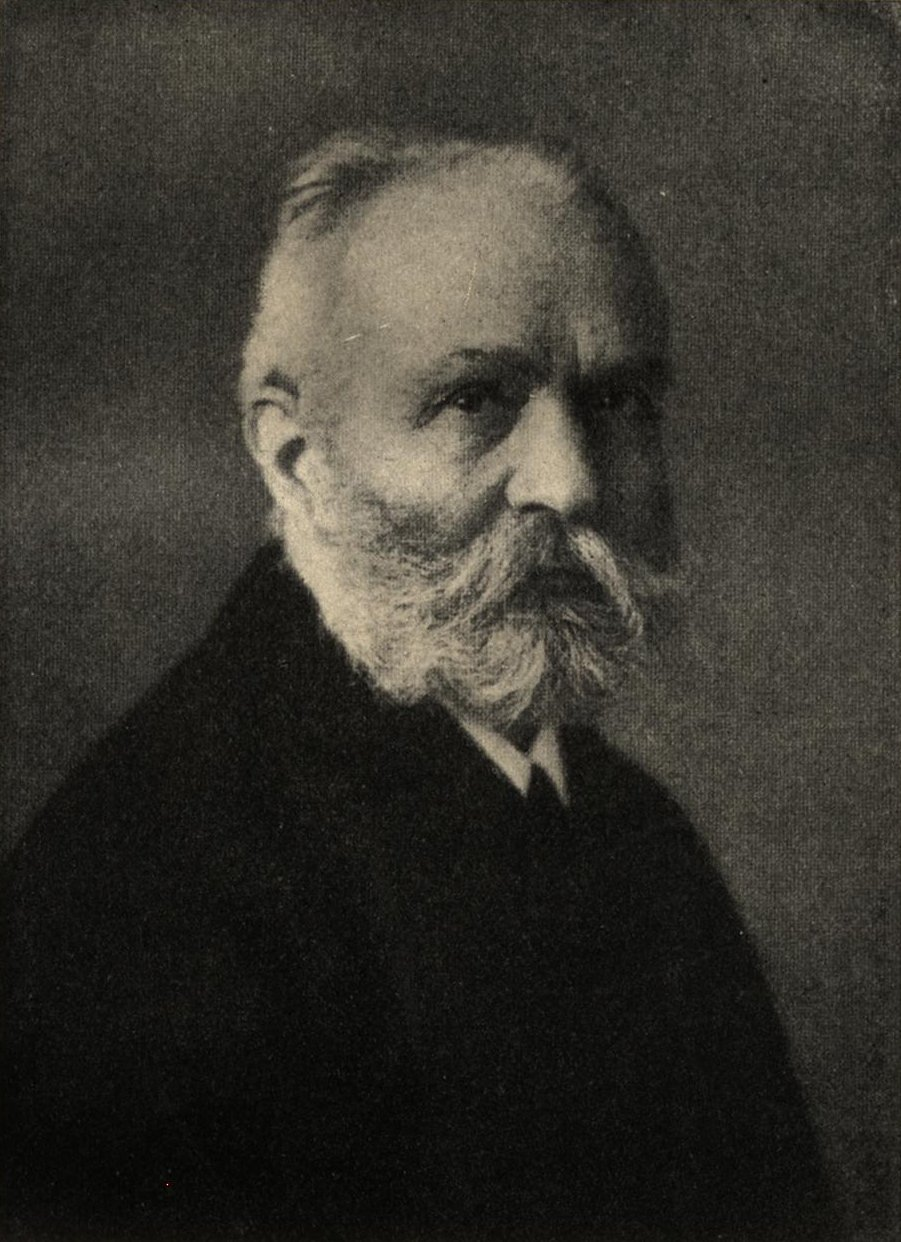
Richard Foerster (1843–1922)

- Foerster, Richard (1869–1940), deutscher Industrieller
- Foerster, Richard (1879–1952), deutscher Admiral
- Foerster, Roland G. (1937–2014), deutscher Offizier und Militärhistoriker
- Foerster, Rolf Hellmut (1927–1990), deutscher Historiker und Schriftsteller
- Foerster, Thomas (* 1976), deutscher Kunsthistoriker und Museumskurator
- Foerster, Walter (1896–1934), deutscher Rechtsanwalt und NS-Opfer
- Foerster, Wendelin (1844–1915), böhmisch-österreichischer Romanist
- Foerster, Wilhelm (1832–1921), deutscher Astronom
- Foerster, Willi (1892–1965), deutscher Maler
- Foerster, Willy Rudolf (1905–1966), deutscher Ingenieur und Industrieller in Japan
- Foerster, Wolf-Dietrich (1928–2021), deutscher Arzt und Maler
- Foerster, Wolfgang (1875–1963), deutscher Offizier und Militärhistoriker
- Foerster-Baldenius, Benjamin (* 1968), deutscher darstellender Architekt
- Foersterling, Hermann O. (1857–1912), deutscher Filmtechnikpionier
- Foert, Frederik (* 1971), deutscher Bildhauer und Objektkünstler
- Foertsch, Carl Friedrich Gottlob (1805–1878), deutscher Klassischer Philologe und Gymnasiallehrer
- Foertsch, Friedrich (1900–1976), deutscher Offizier, Generalleutnant im Zweiten Weltkrieg, Generalinspekteur der Bundeswehr (1961–1963)Friedrich Foertsch (1900–1976)

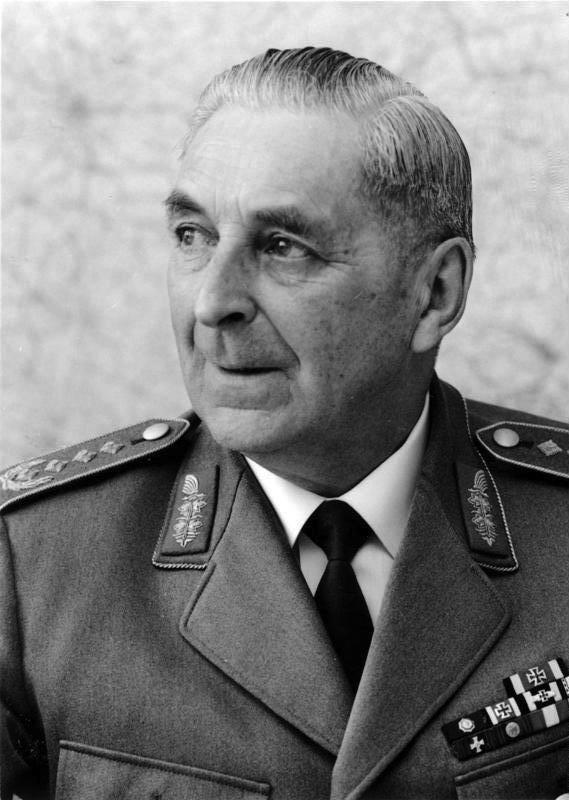
Friedrich Foertsch (1900–1976)

- Foertsch, Georg (1872–1932), deutscher Herausgeber
- Foertsch, Hermann (1895–1961), deutscher General der Infanterie im Zweiten Weltkrieg und Angeklagter im Prozess Generäle in Südosteuropa
- Foertsch, Volker (1934–2018), deutscher Geheimdienstler

### Foes
- Fœssel, Michaël (* 1974), französischer Philosoph
- Foest, Florian (* 1976), deutscher Kameramann
- Foest-Monshoff, Rudolf (1867–1936), österreichischer Montanist, Industrieller und Politiker, Landtagsabgeordneter

### Foet
- Foetterle, Franz (1823–1876), österreichischer Geologe